# Zikkurat Galéria

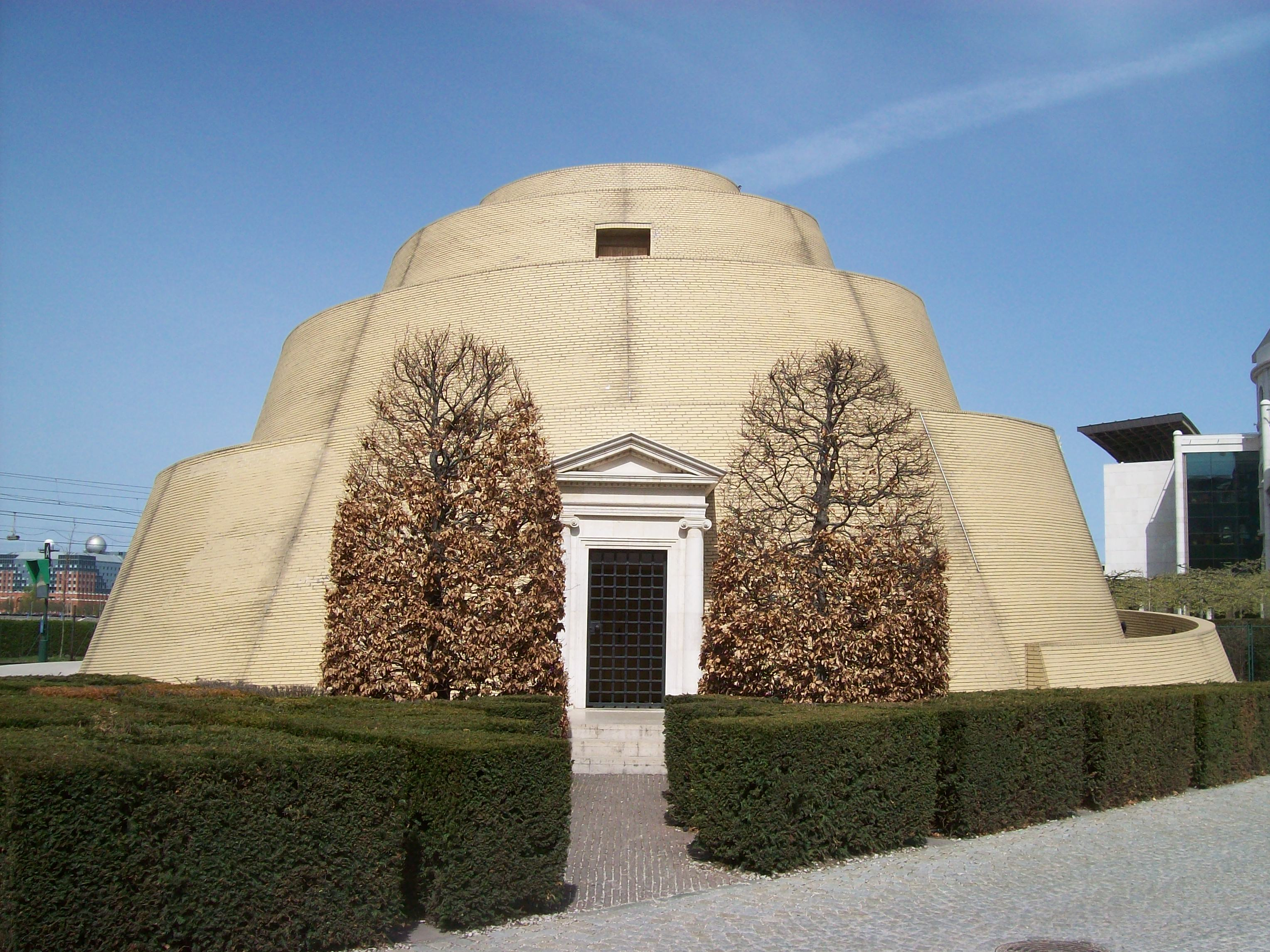
A Zikkurat Galéria bejárata

A Zikkurat Galéria a Nemzeti Színház kiállítóhelye Budapesten, a színház közvetlen szomszédságában. Címe: 1095 Budapest, Bajor Gizi park 1.

## Leírása
Az épület homlokzata homoksárga burkolótéglával van kirakva, a belseje időszakos kiállítóhelyként szolgál. A külső részén spirálvonalú út vezet felfelé, mely egyre szűkülő falak mentén halad. A tetejéről jó rálátás nyílik a Gellért-hegyre és a Duna belvárosi szakaszára. Belsejében hét terem található, melyeket szintén spirálvonalú út köt össze.
Magassága 11,6 méter, a földszinti átmérője pedig 29 méter. A koncepciótervet Török Péter készítette, az építésztervezők Szabó Zoltán és Kralovánszky Réka voltak.
Az új Nemzeti Színházzal együtt épült, 2002-re készült el.

## Galéria

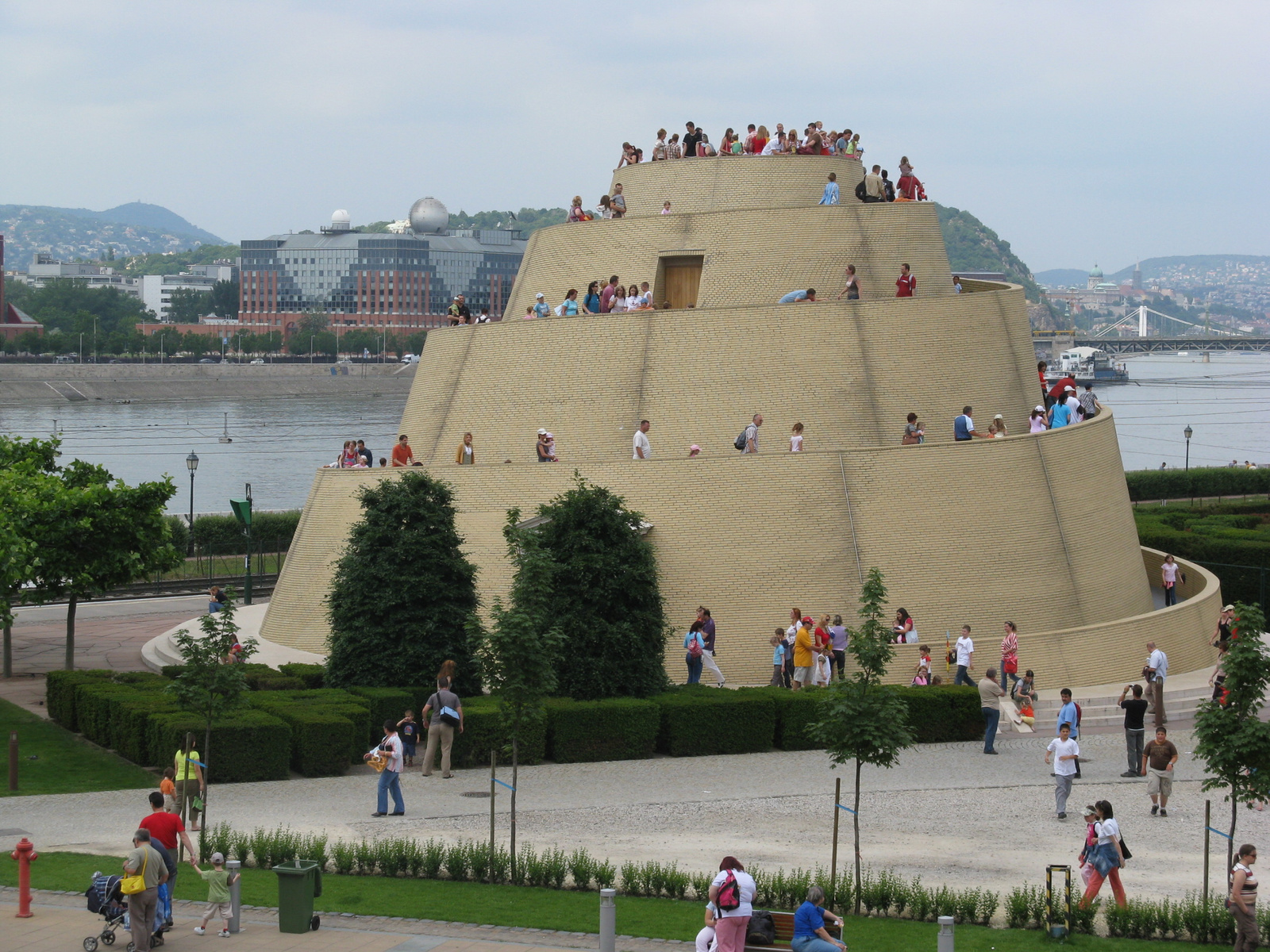
A Művészetek Palotája felől fotózva
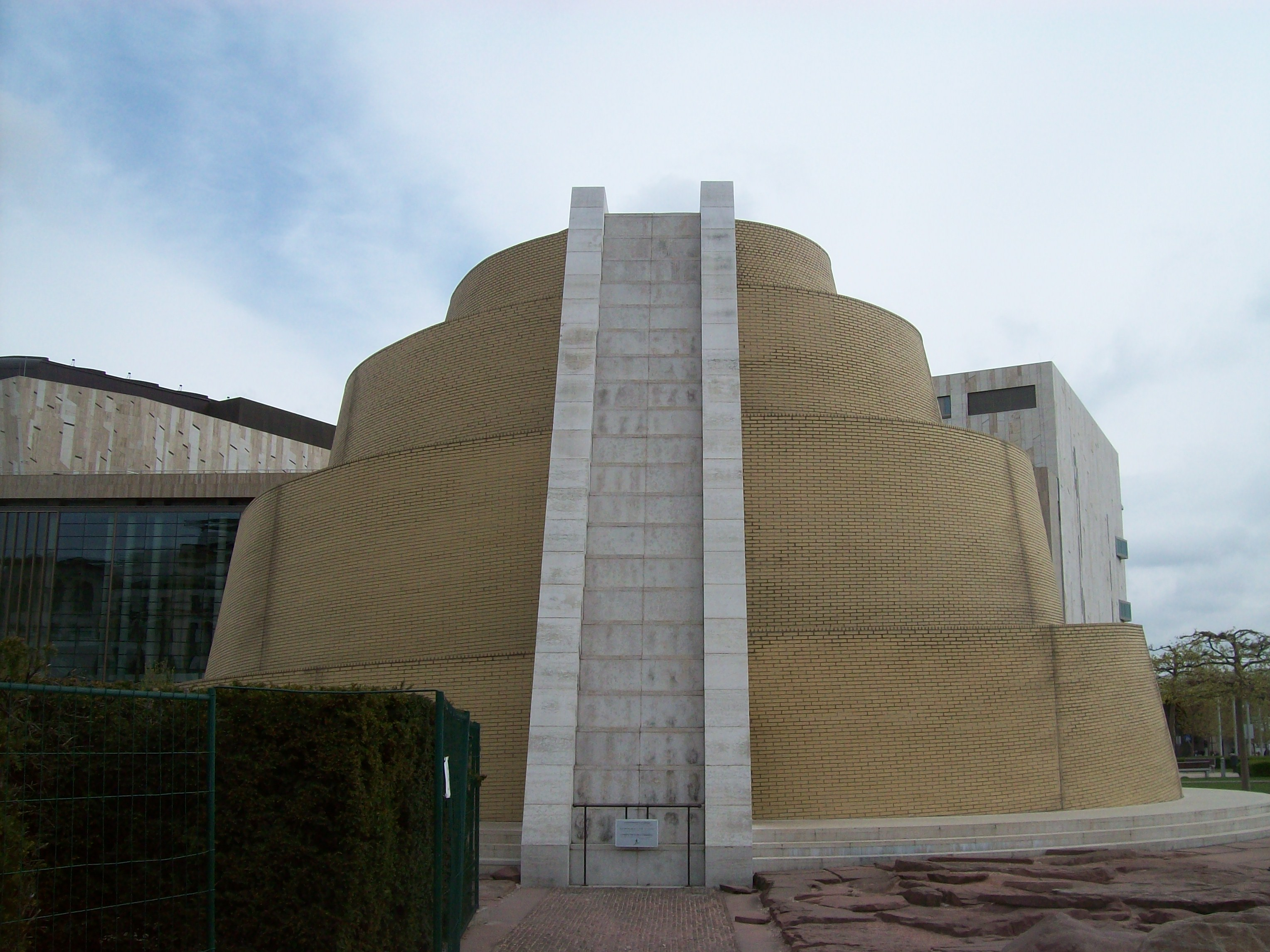
A Zikkurat hátulról
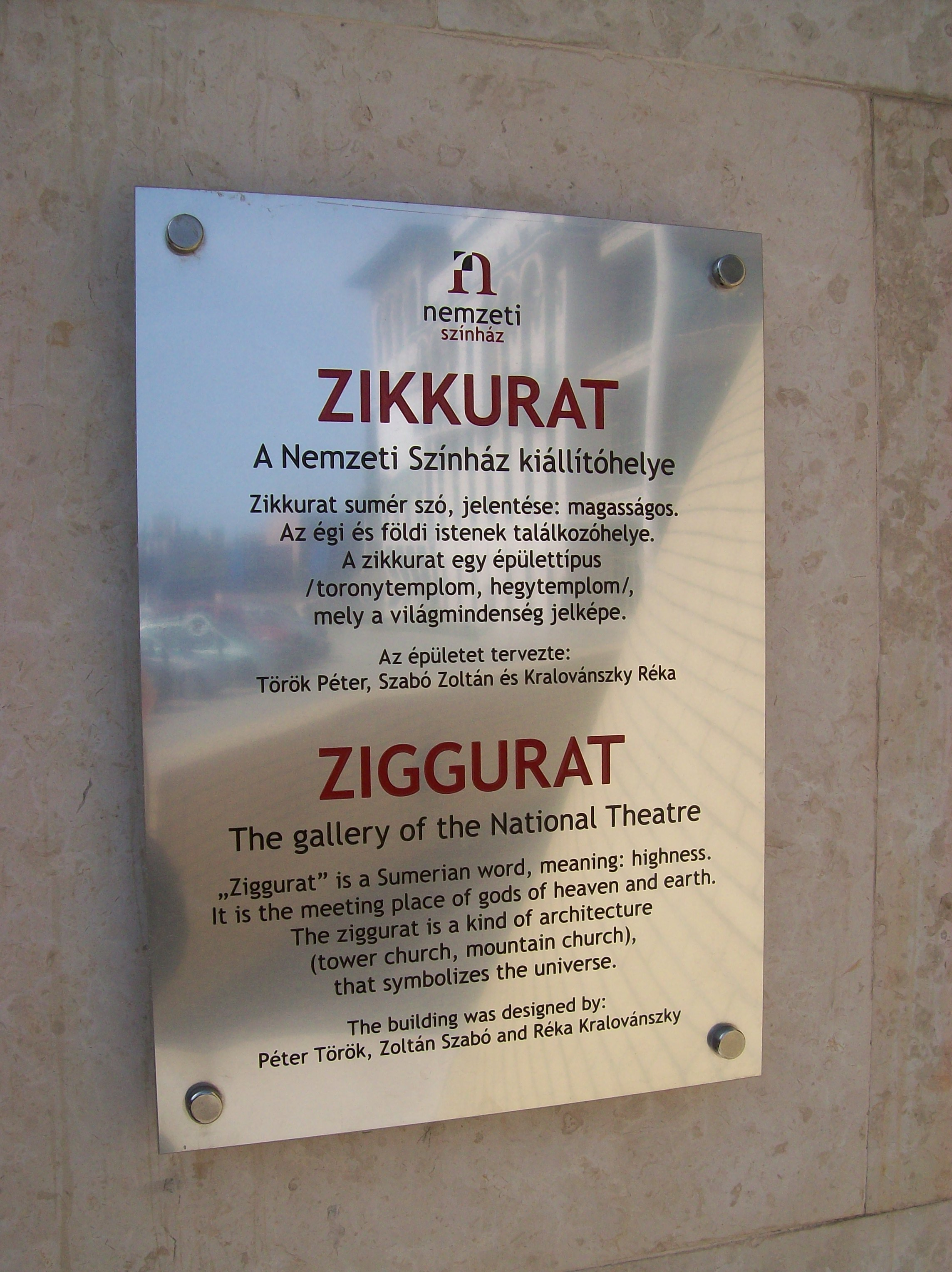
Tábla a bejárat mellett
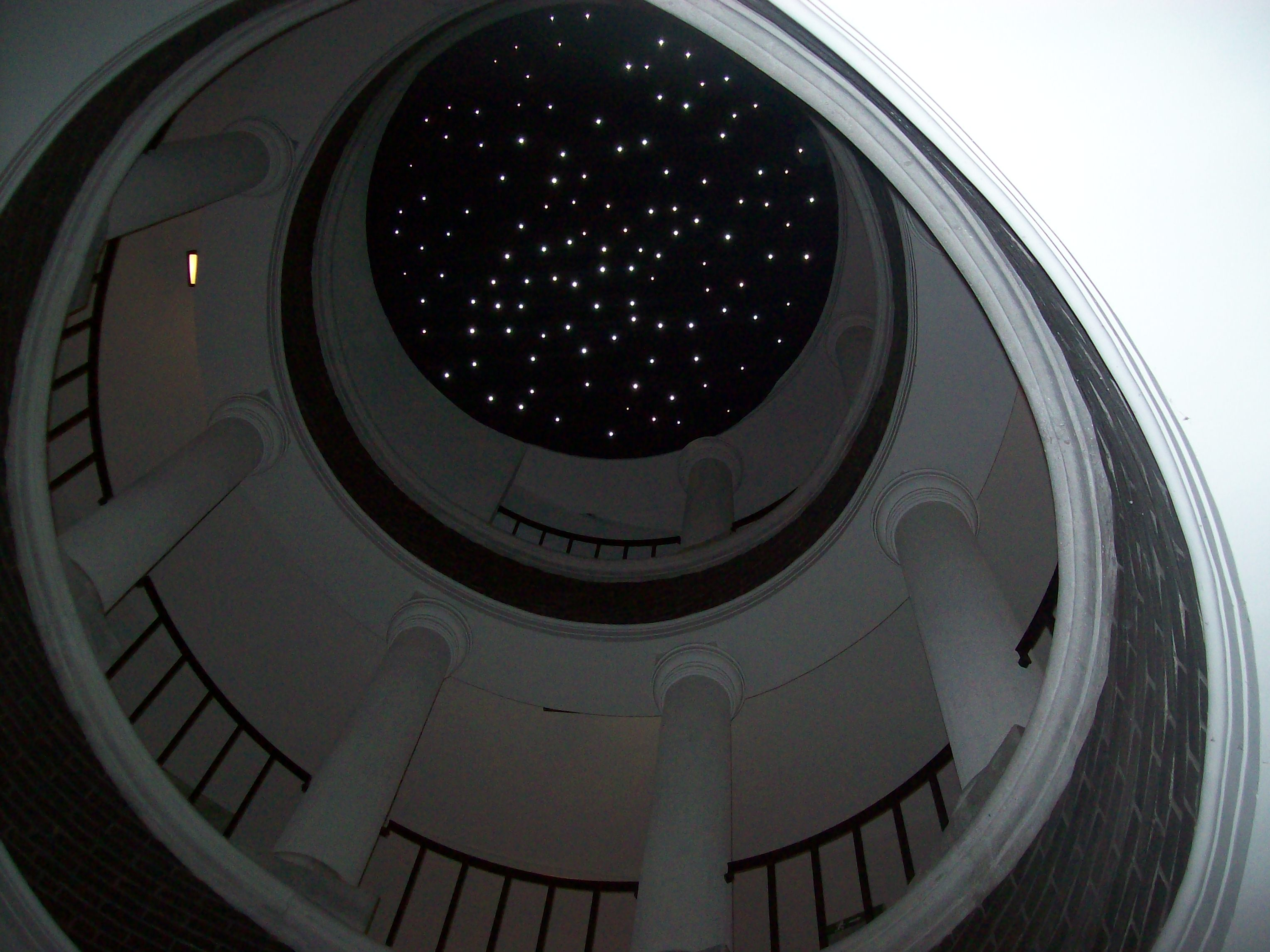
A galéria mennyezete
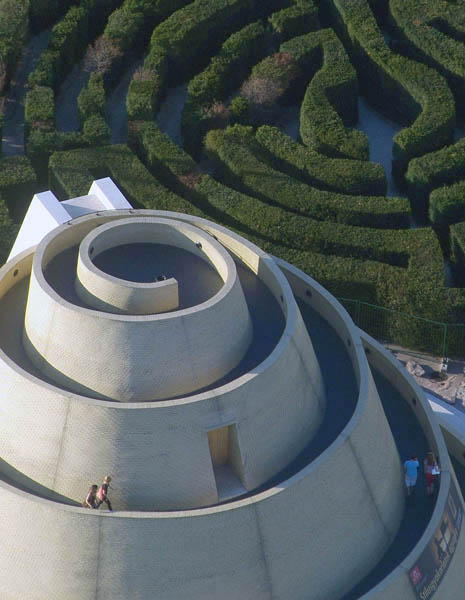
Zikkurat Galéria - légi fotó
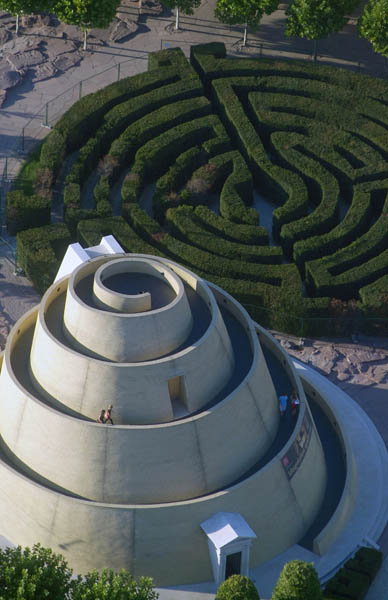
Zikkurat Galéria légi felvételen